# Jun-Brennofen

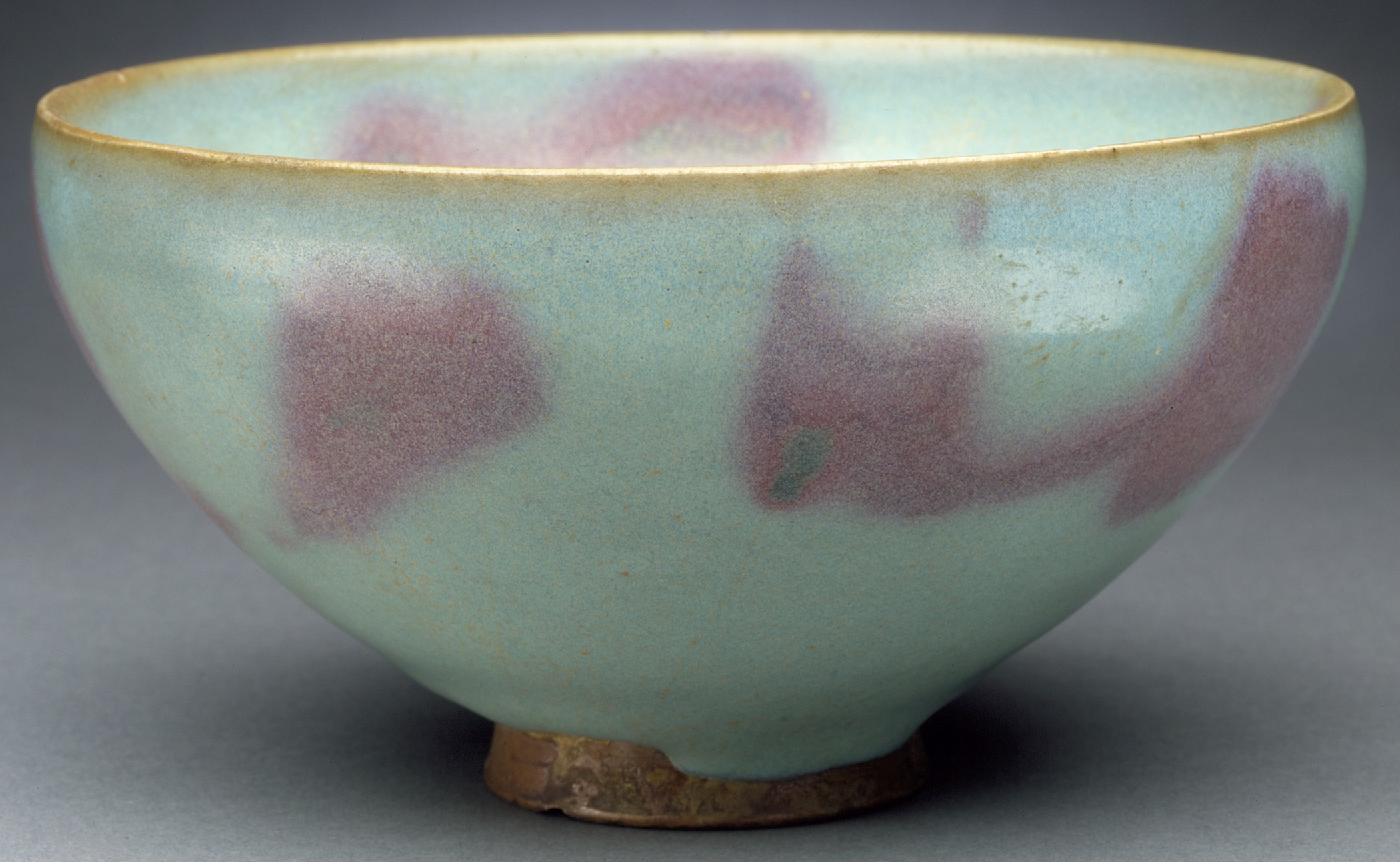
Jun-Schale mit blauer Glasur und Pupurspritzern, Jin-Dynastie, 1127–1234

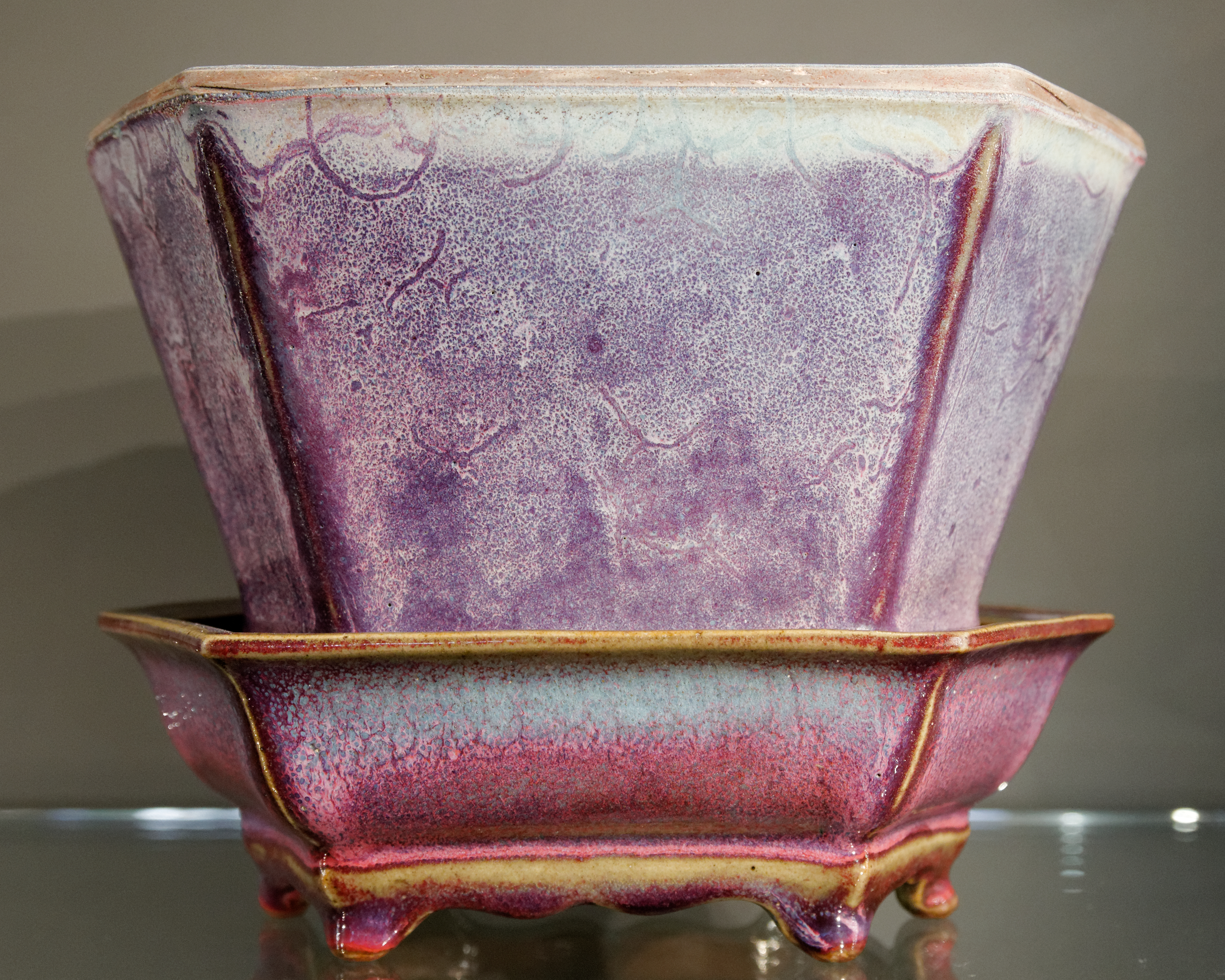
Jun-Blumenvase, Ming-Dynastie, 1400–1435

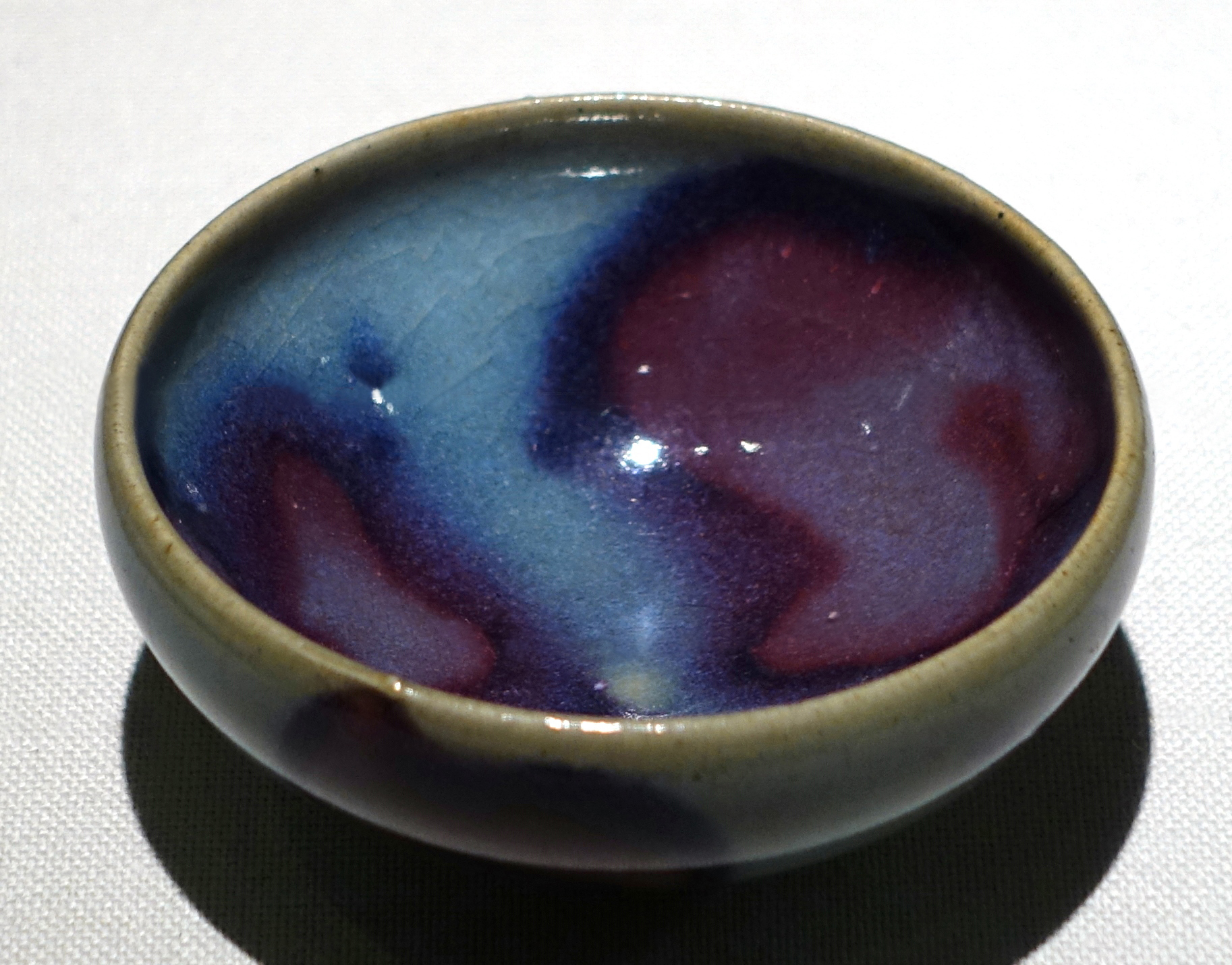
Weintasse, bläuliche Glasur mit Purpurspritzern, späte Jin- oder frühe Yuan-Dynastie, 12.–13. Jahrhundert

Jun-Brennofen (chinesisch 钧窑, Pinyin Jūn yáo, W.-G. Chün yao, englisch Jun Kiln – „Jun-Brennofen“) ist die Bezeichnung für in der Stadt Yuzhou der chinesischen Provinz Henan befindliche song-zeitliche Porzellanbrennöfen. Der Jun-Brennofen zählt zu den Fünf berühmte Brennöfen der Song-Dynastie, er wird auch Jun-Brennofen 均窑 oder Junzhou-Brennofen 钧州窑 genannt. Die Stätte wurde 1951 entdeckt. Das Jun-Porzellan hat einen dunklen Grundton mit einer blauschwarz gesprenkelten Glasur, die meist mit einem feinen Netz von Rissen überzogen ist.
Die Stätte des Jun-Brennofens in Yuxian (禹县钧窑址,  Yǔxiàn Jūn yáo zhǐ, englisch Jun Kiln Site at Yuzhou) steht seit 1988 auf der Liste der Denkmäler der Volksrepublik China (3-227).